# Knap of Howar

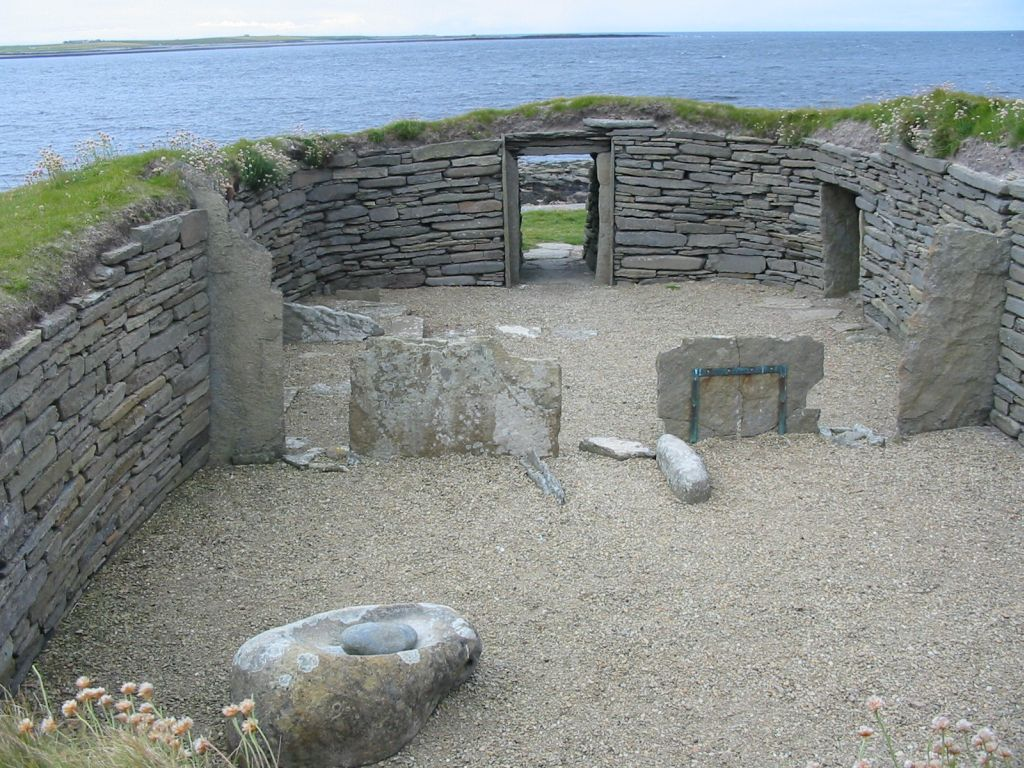
La principale maison a maintenant vue sur la mer.

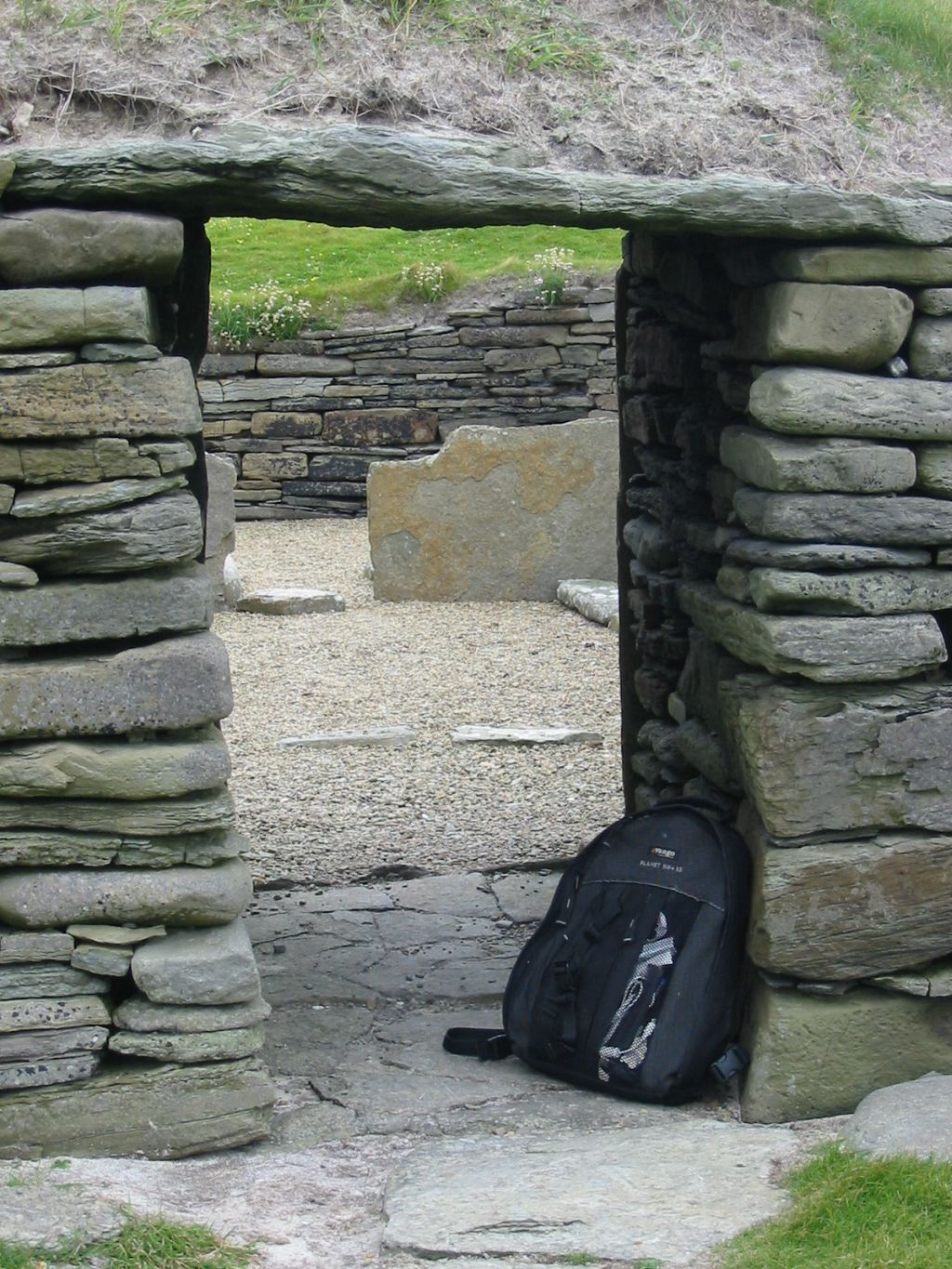
L’entrée ; le sac à dos donnant l'échelle.

La ferme Néolithique de Knap of Howar, sur l’île de Papa Westray, dans l'archipel des Orcades, au nord de l'Écosse est peut-être la plus vieille demeure de pierre encore conservée en Europe septentrionale. Les datations au carbone 14 montrent qu’elle fut occupée de 3500 av. J.-C. à 3100 av. J.-C., soit plus tôt que les maisons similaires du village de Skara Brae.
La ferme comprend deux bâtiments contigus, aux murs épais et hauts d’environ 1,60 m, de plan en forme de rectangle arrondi aux angles, avec pour chacun une entrée très basse et faisant face à la mer. Le plus grand et le plus vieux des deux bâtiments est relié par un long couloir bas à l'autre, généralement considéré comme étant un atelier ou un deuxième logis. Les deux bâtiments furent construits sur un dépotoir domestique et entourés par des résidus d’activité humaine, ce qui les a protégés. Il n’y a aucune fenêtre. On suppose qu'un foyer éclairait les bâtiments et qu'un trou dans le plafond laissait passer la fumée. Bien que construite à l'origine plus à l’intérieur des terres, la ferme est dorénavant plus proche de la côte.
Les meubles de pierre, demeurés intacts, donnent une réelle impression de vie. Les foyers, les cloisons de séparation, les lits et les étagères de rangement sont conservés, et des trous indiquent la structure du toit.
Les résidus des activités domestiques montrent que les habitants élevaient des bœufs, des moutons et des porcs, cultivaient de l'orge et du blé, ramassaient des coquillages et pêchaient à la ligne à bord d'embarcations.
La découverte de poteries finement décorées de style Unstan ware relie les habitants aux cairns à chambres avoisinants et à des sites plus éloignés, notamment ceux de Balbrindie et de Eilean Domhnuill.